# حمض ثنائي كلورو الأسيتيك
حمض ثنائي كلورو أسيتيك (DCA)، ويسمى أحيانًا حمض ثنائي كلورو أسيتيك (BCA)، هو مركب عضوي له الصيغةCHCl2CO2H وهو مماثل لحامض الخليك، حيث تم استبدال 2 من ذرات الهيدروجين الثلاث في مجموعة الميثيل بذرات الكلور. مثل أحماض الكلورو أسيتيك الأخرى، فإن لها تطبيقات عملية مختلفة. تسمى أملاح وإسترات حمض ثنائي كلورو أسيتيك بثنائي كلورو أسيتات.

## ردود الفعل
تعتبر كيمياء حمض ثنائي كلورو الأسيتيك نموذجية للأحماض العضوية المهلجنة. إنه عامل ألكلة. يشكل الاسترات.
وهو عضو في عائلة أحماض الكلوروأسيتيك. وبالتالي فهو أكثر حمضية من حمض الأسيتيك. يتفكك بشكل كامل إلى ثنائي كلورو أسيتات عندما يذوب في الماء، بما يتفق مع pKa الخاص به الذي يبلغ 1.35،  يصنف حمض ثنائي كلورو أسيتات النقي كحمض عضوي قوي ؛ وهو تآكلي للغاية ومدمر للغاية لأنسجة الأغشية المخاطية والجهاز التنفسي العلوي عن طريق الاستنشاق . 

## حدوث طبيعي
ككاشف معملي، يتم استخام كل من DCA وTCA  كمواد مسببة لتحفيز الجزيئات الكبيرة مثل البروتينات على الترسيب خارج المحلول .
لقد ثبت أن DCA يحدث في الطبيعة في نوع واحد على الأقل من الأعشاب البحرية،وهو Asparagopsis taxiformis  وأيضًا في فطر Russula nigricans. وهو عبارة عن منتج أثري من عملية كلورة مياه الشرب ويتم إنتاجه عن طريق استقلاب العديد من الأدوية أو المواد الكيميائية التي تحتوي على الكلور .  يتم تحضير DCA عادةً عن طريق اختزال حمض ثلاثي كلورو الأسيتيك (TCA).  يتم تحضير DCA من هيدرات الكلورال أيضًا عن طريق التفاعل مع كربونات الكالسيوم وسيانيد الصوديوم في الماء متبوعًا بالحمض باستخدام حمض الهيدروكلوريك . 

## الاستخدامات العلاجية
تمت دراسة أملاح DCA كأدوية محتملة لأنها تمنع إنزيم بيروفات ديهيدروجينيز كيناز . على الرغم من أن الدراسات الأولية وجدت أن DCA يمكن أن يبطئ نمو بعض الأورام في الدراسات على الحيوانات والدراسات المختبرية، إلا أنه حتى عام 2012 لم يكن هناك أدلة كافية تدعم استخدام DCA لعلاج السرطان.

### الحماض اللبني
وجدت تجربة عشوائية محكومة أجريت على أطفال مصابين بالحماض اللبني الخلقي أنه على الرغم من أن DCA كان جيد التحمل، إلا أنه كان غير فعال في تحسين النتائج السريرية.  تم إيقاف تجربة منفصلة لـ DCA في الأطفال المصابين بمتلازمة MELAS (متلازمة ضعف وظيفة الميتوكوندريا ، مما يؤدي إلى الحماض اللبني) في وقت مبكر، حيث عانى جميع الأطفال الخمسة عشر الذين تلقوا DCA من سمية عصبية كبيرة دون أي دليل على الاستفادة من الدواء.  وجدت تجربة عشوائية محكومة على DCA في البالغين المصابين بالحماض اللبني أنه في حين أن DCA خفض مستويات اللاكتات في الدم، إلا أنه لم يكن له فائدة سريرية ولم يحسن الديناميكا الدموية أو البقاء على قيد الحياة. 
وهكذا، في حين أشارت التقارير الأولية للحالات والبيانات السريرية الأولية إلى أن DCA قد يكون فعالاً في علاج الحماض اللبني، فإن التجارب السريرية اللاحقة لم تجد أي فائدة سريرية لـ DCA في هذا السياق. بالإضافة إلى ذلك، لم يتمكن المشاركون في التجارب السريرية من الاستمرار في تناول DCA كدواء للدراسة بسبب السمية التقدمية.

### السرطان
في عام 2007 ظهرت تقارير في الصحافة وعبر الإنترنت تفيد بأن إيفانجيلوس ميشيلاكيس وزملاءه في جامعة ألبرتا أفادوا بأن ثنائي كلورو أسيتات الصوديوم يقلل من الأورام في الفئران ويقتل الخلايا السرطانية في المختبر.  نظرًا لأن الدواء لا يمكن تسجيل براءة اختراعه، فإن تمويل الاختبارات الواسعة والمكلفة المطلوبة للحصول على موافقة إدارة الغذاء والدواء يمثل مشكلة.  تطبق إدارة الغذاء والدواء الأمريكية قانونًا يحظر بيع المواد على أساس أنها علاجات للسرطان ما لم تتم الموافقة عليها من قبل إدارة الغذاء والدواء.
الجرعة الوحيدة التي تمت مراقبتها في الجسم الحي لخمسة مرضى بشر مصابين بالورم الأرومي الدبقي باستخدام DCA لم تكن مصممة لاختبار فعاليتها ضد السرطان لديهم. كانت هذه الدراسة تهدف إلى معرفة ما إذا كان من الممكن إعطاؤه بجرعة محددة بأمان دون التسبب في آثار جانبية (على سبيل المثال الاعتلال العصبي ). كان جميع المرضى الخمسة يتلقون علاجات أخرى أثناء الدراسة.   تشير الملاحظات المختبرية والأورام المستخرجة من هؤلاء المرضى الخمسة إلى أن DCA قد يعمل ضد الخلايا السرطانية عن طريق استقطاب الميتوكوندريا غير الطبيعية الموجودة في خلايا سرطان الورم الدبقي - مما يسمح للميتوكوندريا بتحفيز موت الخلايا الخبيثة .  أظهرت الأبحاث المختبرية باستخدام DCA على أورام الخلايا العصبية (التي تحتوي على عدد أقل من التشوهات الميتوكوندريا المعترف بها) نشاطًا ضد الخلايا الخبيثة غير المتمايزة.  ناقش تقرير حالة عام 2016 واستعرض تطبيق DCA في الأورام الخبيثة في الجهاز العصبي المركزي.  وجدت دراسة أجريت عام 2018 أن DCA يمكن أن يؤدي إلى تحول أيضي من تحلل الجلوكوز ( تأثير واربورغ ) إلى OXPHOS الميتوكوندريا وزيادة ضغط الأكسجين التفاعلي الذي يؤثر على الخلايا السرطانية. لم تتم ملاحظة هذه التأثيرات في الخلايا غير الورمية. 
صرحت الجمعية الأمريكية للسرطان في عام 2012 أن "الأدلة المتاحة لا تدعم استخدام DCA لعلاج السرطان في هذا الوقت."  حذر الأطباء من المشاكل المحتملة إذا حاول الناس تجربة DCA خارج التجارب السريرية الخاضعة للرقابة.  إحدى المشاكل التي قد تترتب على محاولة القيام بذلك هي الحصول على المادة الكيميائية. حُكم على أحد المحتالين بالسجن لمدة 33 شهرًا لبيعه مسحوقًا أبيض يحتوي على النشا، ولكن لا يحتوي على DCA، لأشخاص مصابين بالسرطان. 

### اعتلال الأعصاب
كان الاعتلال العصبي مشكلة في بعض التجارب السريرية مع DCA مما تسبب في إيقافها بشكل فعال،  ولكن وجدت مراجعة BJC لعام 2008 أنه لم يحدث في تجارب DCA الأخرى.  لم يتم فهم آلية اعتلال الأعصاب الناجم عن DCA جيدًا.  من ناحية أخرى، اقترح العمل المختبري على الأعصاب آلية للتأثير العصبي لـ DCA؛ حيث أظهر DCA إزالة الميالين للأعصاب (نزع "غلاف" العصب) اعتمادًا على الجرعة والتعرض، وكان هذا إزالة الميالين قابلاً للعكس جزئيًا بمرور الوقت، بعد غسل DCA.  من ناحية أخرى، تنص مراجعة عام 2008 في BJC  على أن "هذه السمية العصبية تشبه نمط الاعتلال العصبي المتعدد الحسي الحركي المعتمد على الطول، المحوري، دون إزالة الميالين". فيما يتعلق بالدراسة التي أجراها كوفمان وآخرون عام 2006. 

### سكتة قلبية
تم التحقيق في DCA كعلاج للتعافي بعد نقص التروية.  هناك أيضًا أدلة على أن DCA يحسن عملية التمثيل الغذائي من خلال تحفيز إنتاج NADH، ولكن قد يؤدي إلى استنفاد NADH في حالة الأكسجين الطبيعي. 

## روابط خارجية
- بطاقة السلامة الكيميائية العالمية 0868
- Sodium dichloroacetate (DCA) dosage and usage